# Merten (Moselle)

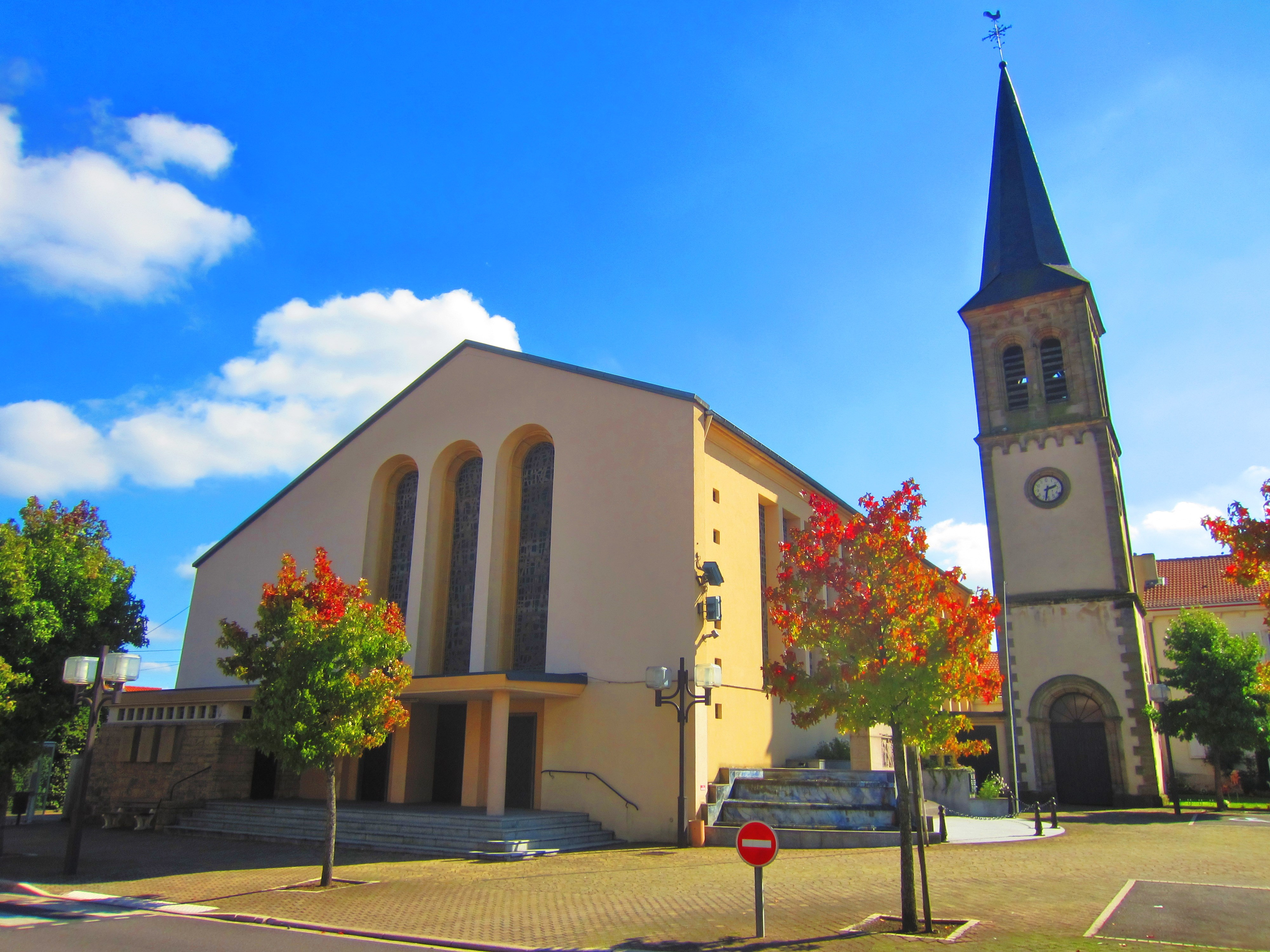
Heimsuchungs-Kirche (Église de la Visitation)

Merten (lothringisch Méerten) ist eine französische Gemeinde mit 1450 Einwohnern (Stand 1. Januar 2022) im Département Moselle in der Region Grand Est (bis 2016 Lothringen). Sie gehört zum Arrondissement Arrondissement Forbach-Boulay-Moselle.

## Geographie
Die Ortschaft liegt in Lothringen, 41 Kilometer nordöstlich von Metz, 16 Kilometer nordöstlich von Boulay-Moselle (Bolchen) und elf Kilometer südöstlich von Bouzonville (Busendorf). 
Zu Merten gehören die Ortsteile Le Château (Schloss Merten)  und Les Bruyères  (Biblingen).
Die Gemeinde Merten grenzt im Norden und Osten an das Saarland, die Bist bildet die östliche Gemeindegrenze. Nachbarorte auf deutscher Seite sind Bisten und Berus in der Gemeinde Überherrn. 

## Geschichte
Ältere Ortsbezeichnungen sind  Mortem (1479),  Moerten (1507),  Mortena, Mertena (1544), Morten (1594),  Myrten (17. Jh.), Meurten (1681) und Merthen (1779).
Wie auch die umliegenden Dörfer gehörte Merten bis 1751 zum Deutschen Bellistum des Herzogtums Lothringen im Heiligen Römischen Reich. Nachdem das Herzogtum Lothringen 1766 von Frankreich annektiert worden war, kam die Region  während der Französischen Revolution zum Département Moselle. Nach der Niederlage Napoleons wurde Merten – wie sein Nachbarort Bisten – dem preußischen Kreis Saarlouis angegliedert.
In einer am 11. Juni 1827 in Paris verfassten und am 23. Oktober 1829 in Saarbrücken bestätigten Grenzkonvention zwischen Preußen und Frankreich wurde eine Gebietsveränderung vereinbart, bei der Merten an Frankreich kam.
Durch den Frankfurter Frieden vom 10. Mai 1871 kam das Gebiet an das deutsche Reichsland Elsaß-Lothringen, und das Dorf wurde dem Kreis Bolchen im Bezirk Lothringen zugeordnet. Die Dorfbewohner betrieben Getreide- und Hülsenfruchtbau sowie Viehzucht; der Ort war ein Umschlagplatz für Steinkohlen-Transporte aus dem Saargebiet nach Metz und Bolchen.
Nach dem Ersten Weltkrieg musste die Region aufgrund der Bestimmungen des Versailler Vertrags 1919 an Frankreich abgetreten werden. Im Zweiten Weltkrieg war die Region von der deutschen Wehrmacht besetzt, und der Ort stand bis 1944 unter deutscher Verwaltung.

### Bevölkerungsentwicklung
| Jahr      | 1962 | 1968 | 1975 | 1982 | 1990 | 1999 | 2007 | 2019 |
| Einwohner | 1133 | 1467 | 1706 | 1668 | 1598 | 1597 | 1471 | 1491 |

## Sehenswertes
- Krippenlandschaft zur Weihnachtszeit im Chorraum der Kirche

## Grabungsfunde

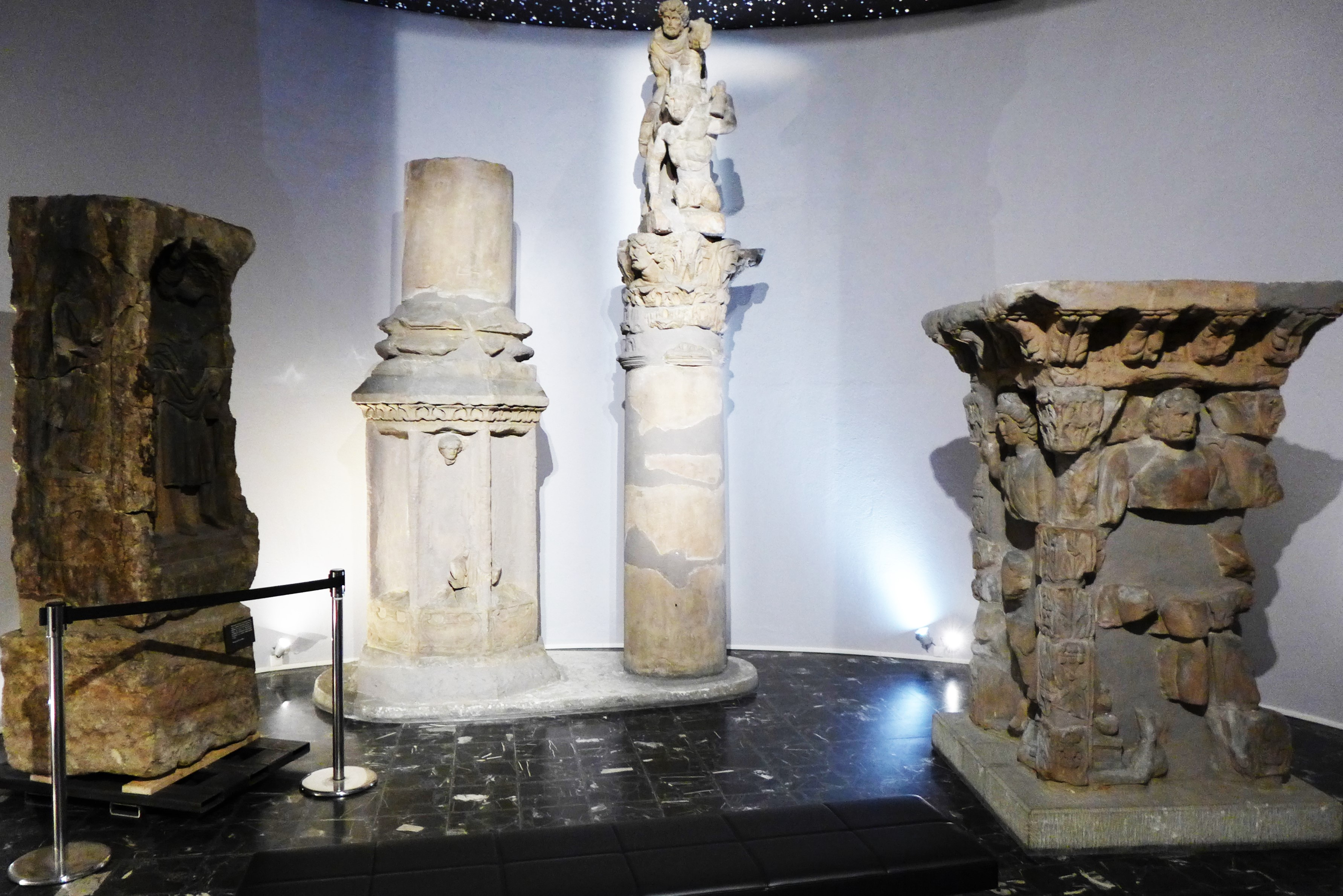
Jupitergigantensäule von Merten (Musée de la Cour d’Or, Metz)

Im Jahr 1878 fand man bei Ausgrabungsarbeiten in Merten eine nahezu vollständig erhaltene Jupitergigantensäule. Sie zeigt den römischen Gott Jupiter, wie er einen Giganten niederreitet. Die Bestandteile der Säule wurden im Jahr 1879 vom Metzer Museum angekauft, wo man sie restaurieren ließ und sie im Jahr 1885 ausstellte. Die Jupitergigantensäule von Merten wurde vermutlich im späten 3. Jahrhundert n. Chr. in der Nähe eines Landgutes errichtet, um diesem Schutz und Wohlstand zu gewährleisten. Üblicherweise standen Jupitergigantensäulen an Wegkreuzungen, auf Feldern, hauptsächlich jedoch bei römischen Siedlungen, Gehöften und in Tempelbezirken, meist verbunden mit einer kleinen Einfriedung und einem Altar zu Ehren des Gottes Jupiter. Dort fanden Opferungen an den Beschützer des Ackerlandes, der Ernte und des bäuerlichen Gehöftes statt.
Die Basis des religiösen Denkmals von Merten zeigt die Gottheiten Juno, Minerva, Apollo und den Heros Hercules. Das Kapitell ist mit Allegorien der Jahreszeiten geschmückt. Vor allem aus den ostgallischen Provinzen des Römischen Reiches, zwischen Mosel und Rhein, sind solche Säulen aus dem zweiten und dritten Jahrhundert bekannt. Sie stellen eine gallorömische Neuschöpfung dar. Dabei wurden keltische und römische Glaubensvorstellungen miteinander verbunden. Der keltische Himmels- und Fruchtbarkeitsgott wurde mit dem römischen Göttervater Jupiter verschmolzen. Vorbild der Jupitergigantensäulen war wohl eine große Säule in Mainz, die man in den Jahren 59 bis 60 n. Chr. errichtet hatte. Gegen Ende des ersten Jahrhunderts entwickelte sich daraus die später typische Darstellung, wobei ein gepanzerter Jupiter im Ritt einen schlangenbeinigen Giganten (Anguiped) zermalmt. 
Die Basis dieser Säulen bildet ein meist viereckiger, mit Götterbildern geschmückter Sockel, der sogenannte Viergötterstein. Die dargestellten Götter sind meist Juno, Merkur, Minerva und Herkules. Diese Kombination leitet sich von einer Darstellung im Jupitertempel auf dem Kapitol in Rom ab, wo der Göttervater mittig thront und zu seiner Rechten von Minerva und Herkules sowie zu seiner Linken von Juno und Merkur flankiert wird. In manchen Fällen, wie etwa in Merten, folgt auf den Sockel ein zweiter, achteckiger Stein mit Reliefs der Planetengötter, die die einzelnen Tage der Woche symbolisieren. Über einem Gesims darüber erhebt sich der eigentliche Säulenschaft. Den Abschluss bildet ein Kapitell mit einer Reitergruppe: Jupiter zu Pferde und mit einem Blitz in der Hand reitet über einen Giganten hinweg. Diese Skulpturengruppe symbolisiert den Sieg des Himmelsgottes über das irdische Chaos. Während die Höhe der üblichen Säulen meist von 3,5 bis 10,0 Metern reicht, erhob sich die Säule von Merten ursprünglich nahezu 15 Meter hoch.
Eine Kopie der Säule wurde am 10. Februar 1989 in der Rue Serpenoise in Metz aufgestellt.
Das Gemeindewappen stellt das gallo-römische Denkmal der Säule von Merten dar, das sich heute im Museum von Metz befindet. Zusammen mit dem Eichenzweig handelt es sich um das frühere Wappen der Familie Hardt, der die Herrschaft Merten gehörte.

## Trivia
Unter den Einheimischen nennen sich manche „Mertenois“. In der Folklore sollen die Spitznamen  „die Klepperer“, „Méertener Bésenbénner“ und „Méertener Strépperten“ vorgekommen sein.